# Федеральный директор по информационным технологиям (США)
Федеральный директор по информационным технологиям США (англ. Federal Chief Information Officer of the United States) — должностное лицо администрации президента США, которое руководит Управлением электронного правительства (которое, в свою очередь является подразделением Управления менеджмента и бюджета). Назначение на должность федерального директора по информационным технологиям осуществляет президент США, эта процедура не требует подтверждения сената. Должность федерального директора по информационным технологиям была введена Законом об электронном правительстве 2002 года.
До 2009 эта должность носила название «Администратор электронного правительства и информационных технологий» (англ. Administrator for E-government and Information Technology) при Управлении менеджмента и бюджета, первым человеком, занявшим должность федерального директора по информационным технологиям, был Вивек Кундра.

## Список директоров по информационным технологиям
- Вивек Кундра[англ.] (2009 — 1 августа 2011);
- Стивен Ван Рокель[англ.] (1 августа 2011 — сентябрь 2014)[3];
- Лиза Шлоссер (и. о., сентябрь 2014 — февраль 2015);
- Тони Скотт (февраль 2015—2017)[4];
- в 2017 году исполняющим обязанности Федерального директора по информационным технологиям назначена Марджи Грейвз, ранее занимавшая должность заместителя Директора по информационным технологиям министерства внутренней безопасности США[5].
- в январе 2018 года федеральным ИТ-директором была назначена Сюзетт Кент, ранее работавшая директором компании Ernst and Young; покинула свой пост в июле 2020 года[6].
- c 9 марта 2021 года должность занимает Клэр Марторана[англ.][7].